# 十四年式拳銃に関連する作品の一覧
十四年式拳銃に関連する作品の一覧（じゅうよねんしきけんじゅうにかんれんするさくひんのいちらん）は、大日本帝国陸軍が使用していた拳銃である十四年式拳銃に関連する作品の一覧である。

## 映画・テレビドラマ
『007シリーズ』
『007 ゴールドフィンガー』
ゴールドフィンガーの手下の中国人が使用。
『ネバーセイ・ネバーアゲイン』
パーティーの受付が使用。ボンドに奪われる。

『相棒』
season11第1話。ストライカー式撃発装置による暴発が事件の鍵となる。だが、実際に十四年式拳銃が暴発した例はほとんどなく、おそらく九四式拳銃と混合していると思われる。
『硫黄島からの手紙』
日本軍将校たちが所持しており、みずから自決する際、また兵士の逃亡を阻止する際に使用される。
『ウルトラマンA』
第48話「ベロクロンの復讐」で北斗星司隊員が女ヤプールを射殺した。ただし、グリップエンドにその形状を留めるのみで、大幅に改造されている。
『ウルトラマン80』
ナンゴウ長官が所持しており、地底人を恐れるイシジマ副官に向けて発砲するが、使用された弾丸は麻酔弾である。
『怪奇大作戦』
　第24話『狂気人間』で、SRIの牧史郎が使用。犯人逮捕の囮捜査で、囮捜査官となる彼の父が持っていた軍用拳銃という設定。
『警視庁捜査一課9係』
season8第4話。殺人事件の凶器として使用される。
『警部補 矢部謙三』
第2シリーズ わしの伝説その（5）「おとり捜査の罠 矢部謙三VS矢部謙三」に登場。
『ザ・パシフィック』
第4章「グロスター岬/パヴヴ」にて日本軍の拳銃として登場。ロバート・レッキーが日本軍の小屋を捜索中、木製の物入れに入っているものを見つけ、鹵獲する。
『シベリア超特急』
山下奉文陸軍大将に随行する佐伯大尉が所持。冒頭場面で山下大将から武器は不要との指摘を受け、拳銃嚢に納められたまま車室のコート掛けに下げられるが、その後クライマックス場面で再び登場する。
『西部警察』
第82話「ろくでなしの詩」  出所した立花吾郎が復讐のために使用する。
『日本のいちばん長い日』
国民神風隊（横浜高等工業学校の学生）の隊員が装備。
『ブラザーフッド』
平壌攻略戦で北朝鮮軍の将校が装備。
『魔神バンダー』
警官隊がバンダーに対して使用。
『マンダロリアン』
キャラ・デューンの持つ銃が、本銃をベースにしたプロップガンである。
『ミカドロイド』
ジンラ號と戦う実験兵士の生き残りが使用。弾倉装填、安全装置の操作のアップシーンが存在する。
『やすらぎの刻〜道』
予科練帰りの不良たちが所持。
『海に眠るダイヤモンド』
リナが、元恋人が護身用に所持していたものを端島に持ち込む。ヤクザの小鉄に襲われた際に、恋人の進平が使用。

## 漫画・アニメ
『ウクライナ混成旅団』
単行本「幻の豹 The Panther in Ukraina 1950」または「独立戦車隊」収録作品。冒頭で、赤軍の攻撃を受けて無力された新砲塔チハから脱出した搭乗員たちが自決する際に使用する。
『うしろの百太郎』
百太郎の友人の祖父が所持。倒した敵兵の数の星をグリップに刻んでいた。
『宇宙戦艦ヤマト』
直接登場はしないが、地球防衛軍主力拳銃「コスモガン」のデザインモチーフとなった。
『狼の星座』
満州のキャバレーで馬賊の頭目伊達順之助が暴発でホステスを射殺。警察に逮捕されたが射撃の腕を見るため警察が用意した拳銃の中に登場。
『ケンペーくん』
主人公、南部十四郎の名前がこの銃に由来する。
『旭日の艦隊』
日本の制式拳銃として複数の人物が使用。
『ジオブリーダーズ』
ナンブのお銀が使用。
『事件記者トトコ!』
黒真黒平吉が使用。
『ジパング』
TVアニメ版第7話で憲兵が前期型を所持。また、原作では角松から指揮権を奪う謀反のために大日本帝国から数丁が菊池派に貸与される。
『終戦のローレライ』
イ507先任将校の高須が所持。
『湘南純愛組!』
主人公の同級生、田丸が祖父が隠し持っていた本銃を使用。劇中では戦時中、暴発が多発したために「自殺拳銃」と呼ばれていたと鬼塚英吉が語っているがこれは誤りである（自殺拳銃と呼ばれていたのは十四年式拳銃ではなく九四式拳銃であり、自殺拳銃と呼ばれたのは戦時中ではなく戦後に連合国側に接収されてからである）。
『ストライクウィッチーズ』
TVアニメ第2期の第2話で土方兵曹が使用。
『高橋留美子劇場 人魚の森』
真人が第二次世界大戦中に盗んだ初期型を使用。主人公に致命傷を与える。
『戦場まんがシリーズ』
『パイロットハンター』
「戦場まんがシリーズ」の一編。陸軍のパイロットである敷井大尉が、米軍パイロットの持つM1911A1と南部14年式拳銃で決闘する。
『戦場交響曲』
「戦場まんがシリーズ」の一編。米軍に攻撃された軍楽兵が所持。

『デッドマンズQ』
幽霊として転生した主人公、吉良吉影が屋敷の幽霊内部を捜索中に魂の掃除屋による攻撃を受けるが、屋敷内部に保管してあった本銃を使用して撃退する。
『はだしのゲン』
近藤隆太が大場と三次を射殺した際に本銃の初期型を使用。元々は「米軍に捕まったら男はキンタマをもぎ取られて殺される、女は犯される」という噂を耳にした隆太が身を守ろうと、野積みにされていた旧軍の小火器の中から中岡元と一緒に失敬したものである。
『ブンダバー!』
石井大尉やその部下が使用。
『ぼくの動物園日記』27頭のあいつたち　
戦火のドサクサで猛獣が人間に危害を及ぼす危険があるため、上野動物園に猛獣の殺処分の命令を伝えに来た憲兵が所持。
『ルパン三世 PART6』
帝都は泥棒の夢を見る（前編・後編）にて大日本帝国陸軍が前期型を大道寺大佐と本郷義昭少佐が使用、実際に使用したのは本郷義昭のみである。

## ゲーム
『カルタグラ 〜魂ノ苦悩〜』
主人公の高城秋五が一部シーンにて使用。
『吸血奇譚ムーンタイズ』
ヒロインのリカ・ペンブルトンが使用。オーバーホールに出したM92Fの代わりとしてガンスミスから借り受ける。受け取った当初は使い物になるのか懐疑的だったが、その後の吸血鬼との戦闘でも活躍している。
『サクラ大戦2 〜君、死にたもうことなかれ〜』
太正維新軍の天笠少佐が使用。
『バイオハザード ガンサバイバー』
9x19mmパラベラム弾が使用できるよう改造されたモデルが登場。名称は「南部十四年式カスタム」となっている。
『COD:WAW』
日本軍の兵士が使用する他、プレイヤーも拾えば使用可能。
『バトルフィールドシリーズ』
『BF1943』
日本海軍偵察兵の装備として登場する。
『BFBC2』
シングルプレイで日本に潜入しているスパイの渡辺が使用するが、主人公は使用できない。